# Élections municipales de 2021 dans Papineau
Pour un article plus général, voir Élections municipales de 2021 en Outaouais.
Cet article concerne les élections municipales de 2021 en Outaouais dans la municipalité régionale de comté dans Papineau.

## Boileau
|             | Élection (2017)                                                                       | Dissolution (2021)                                                               | Élection (2021)                                                                        |
| Maire       | Robert Meyer                                                                          | Robert Meyer                                                                     | Jean-Marc Chevalier                                                                    |
| Conseillers | Wayne Conklin Marc Ballard Marc St-Aubin Cathy Viens Jean-Marc Chevalier Barbara Mapp | Wayne Conklin Marc Ballard Marc St-Aubin Vacant Jean-Marc Chevalier Barbara Mapp | Glen Currie Cécile Rousseau Sylvain Germain Paul Lansbergen Serge Béchard Édith Majeau |

| Taux de participation :                | Taux de participation :                | Taux de participation :                | Taux de participation :                | Taux de participation :                | 66,8 % |
| Nombre de votes valides :              | Nombre de votes valides :              | Nombre de votes valides :              | Nombre de votes valides :              | Nombre de votes valides :              | 335    |
| Nombre de votes rejetées à la mairie : | Nombre de votes rejetées à la mairie : | Nombre de votes rejetées à la mairie : | Nombre de votes rejetées à la mairie : | Nombre de votes rejetées à la mairie : | 3      |
| Nombre d'électeurs inscrits :          | Nombre d'électeurs inscrits :          | Nombre d'électeurs inscrits :          | Nombre d'électeurs inscrits :          | Nombre d'électeurs inscrits :          | 506    |

| Partis | Partis           | Candidats pour la mairie                       | Vote | %     |
| ------ | ---------------- | ---------------------------------------------- | ---- | ----- |
|        | Équipe Chevalier | Jean-Marc Chevalier (Sortant d'un autre poste) | 171  | 51,04 |
|        | Indépendante     | Barbara Mapp (Sortante d'un autre poste)       | 164  | 48,96 |

| Partis | Partis      | Candidats conseiller #1 | Vote            | %               |
| ------ | ----------- | ----------------------- | --------------- | --------------- |
|        | Indépendant | Glen Currie             | Sans opposition | Sans opposition |

| Partis | Partis           | Candidats conseiller #2 | Vote | %     |
| ------ | ---------------- | ----------------------- | ---- | ----- |
|        | Indépendante     | Cécile Rousseau         | 178  | 53,13 |
|        | Équipe Chevalier | Michel Hunault          | 157  | 46,87 |

| Partis | Partis       | Candidats conseiller #3 | Vote            | %               |
| ------ | ------------ | ----------------------- | --------------- | --------------- |
|        | Indépendante | Sylvie Germain          | Sans opposition | Sans opposition |

| Partis | Partis           | Candidats conseiller #4 | Vote | %     |
| ------ | ---------------- | ----------------------- | ---- | ----- |
|        | Indépendant      | Paul Lansbergen         | 176  | 52,85 |
|        | Équipe Chevalier | Ronald Roberts          | 157  | 47,15 |

| Partis | Partis           | Candidats conseiller #5 | Vote | %     |
| ------ | ---------------- | ----------------------- | ---- | ----- |
|        | Indépendant      | Serge Béchard           | 176  | 52,69 |
|        | Équipe Chevalier | André St-Aubin          | 158  | 47,31 |

| Partis | Partis           | Candidats conseiller #6                  | Vote | %     |
| ------ | ---------------- | ---------------------------------------- | ---- | ----- |
|        | Indépendante     | Édith Majeau                             | 175  | 52,71 |
|        | Équipe Chevalier | Marc St-Aubin (Sortant d'un autre poste) | 157  | 47,29 |

- Démission de Glen Currie, conseiller #1, le 18 mars 2022[1].

- Élection de Robert Meyer au poste de conseiller #1 avant le 10 novembre 2023[2].

| Candidats conseiller #1 | Vote | %   |
| ----------------------- | ---- | --- |
| Robert Meyer            | n/d  | n/d |

## Bowman
|             | Élection (2017)                                                                          | Dissolution (2021)                                                                       | Élection (2021)                                                                        |
| Maire       | Pierre Labonté                                                                           | Pierre Labonté                                                                           | Gaston Donovan                                                                         |
| Conseillers | Jérôme Larocque Denise Dubois Jacinthe Brière Louise Peck Gaston Donovan Stéphane Goulet | Jérôme Larocque Denise Dubois Jacinthe Brière Louise Peck Gaston Donovan Stéphane Goulet | Catherine Pellerin Denise Dubois Gaetan Bastien Louise Peck Lyne Dubuc Stéphane Goulet |

| Candidats pour la mairie                  | Vote            | %               |
| ----------------------------------------- | --------------- | --------------- |
| Gaston Donovan (Sortant d'un autre poste) | Sans opposition | Sans opposition |

| Candidats conseiller #1 | Vote | %     |
| ----------------------- | ---- | ----- |
| Catherine Pellerin      | 148  | 56,06 |
| Benoit Lauzon           | 116  | 43,94 |

| Candidats conseiller #2  | Vote            | %               |
| ------------------------ | --------------- | --------------- |
| Denise Dubois (Sortante) | Sans opposition | Sans opposition |

| Candidats conseiller #3 | Vote | %     |
| ----------------------- | ---- | ----- |
| Gaétan Bastien          | 165  | 63,95 |
| Martin Cole Morin       | 93   | 36,05 |

| Candidats conseiller #4 | Vote            | %               |
| ----------------------- | --------------- | --------------- |
| Louise Peck (Sortante)  | Sans opposition | Sans opposition |

| Candidats conseiller #5 | Vote            | %               |
| ----------------------- | --------------- | --------------- |
| Lyne Dubuc              | Sans opposition | Sans opposition |

| Candidats conseiller #6   | Vote            | %               |
| ------------------------- | --------------- | --------------- |
| Stéphane Goulet (Sortant) | Sans opposition | Sans opposition |

## Chénéville
|             | Élection (2017)                                                                                     | Dissolution (2021)                                                                                  | Élection (2021)                                                                                |
| Maire       | Gilles Tremblay                                                                                     | Gilles Tremblay                                                                                     | Maxime Proulx-Cadieux                                                                          |
| Conseillers | Gaétan Labelle Nicole Proulx Viens Maxime Proulx Cadieux Normand Bois Sylvie Potvin Yves Laurendeau | Gaétan Labelle Nicole Proulx Viens Maxime Proulx Cadieux Normand Bois Sylvie Potvin Yves Laurendeau | Gaétan Labelle Danielle Meunier Alexandre Lafleur Maryse Gougeon Sylvie Potvin Yves Laurendeau |

| Taux de participation :                | Taux de participation :                | Taux de participation :                | Taux de participation :                | Taux de participation :                | 64,3 % |
| Nombre de votes valides :              | Nombre de votes valides :              | Nombre de votes valides :              | Nombre de votes valides :              | Nombre de votes valides :              | 492    |
| Nombre de votes rejetées à la mairie : | Nombre de votes rejetées à la mairie : | Nombre de votes rejetées à la mairie : | Nombre de votes rejetées à la mairie : | Nombre de votes rejetées à la mairie : | 6      |
| Nombre d'électeurs inscrits :          | Nombre d'électeurs inscrits :          | Nombre d'électeurs inscrits :          | Nombre d'électeurs inscrits :          | Nombre d'électeurs inscrits :          | 774    |

| Partis | Partis       | Candidats pour la mairie                         | Vote | %     |
| ------ | ------------ | ------------------------------------------------ | ---- | ----- |
|        | Indépendant  | Maxime Proulx-Cadieux (Sortant d'un autre poste) | 305  | 61,99 |
|        | Le Renouveau | Sylvie Latulippe                                 | 77   | 15,65 |
|        | Indépendante | Chantal Tremblay-Bois                            | 64   | 13,01 |
|        | Indépendant  | Michel Fournier                                  | 46   | 9,35  |

| Partis | Partis       | Candidats conseiller #1  | Vote | %     |
| ------ | ------------ | ------------------------ | ---- | ----- |
|        | Indépendant  | Gaétan Labelle (Sortant) | 234  | 48,85 |
|        | Indépendante | Joanne Séguin            | 135  | 28,18 |
|        | Le Renouveau | Audrey Lacasse           | 110  | 22,96 |

| Partis | Partis       | Candidats conseiller #2 | Vote | %     |
| ------ | ------------ | ----------------------- | ---- | ----- |
|        | Indépendant  | Danielle Meunier        | 357  | 74,84 |
|        | Le Renouveau | France St-Arnaud        | 120  | 25,16 |

| Partis | Partis       | Candidats conseiller #3 | Vote | %     |
| ------ | ------------ | ----------------------- | ---- | ----- |
|        | Indépendant  | Alexandre Lafleur       | 359  | 76,22 |
|        | Le Renouveau | Lidiane David           | 112  | 23,78 |

| Partis | Partis       | Candidats conseiller #4 | Vote | %     |
| ------ | ------------ | ----------------------- | ---- | ----- |
|        | Indépendant  | Maryse Gougeon          | 248  | 52,88 |
|        | Indépendante | Daniel Lamoureux        | 118  | 25,16 |
|        | Le Renouveau | Sylvain Tremblay        | 103  | 21,96 |

| Partis | Partis       | Candidats conseiller #5    | Vote | %     |
| ------ | ------------ | -------------------------- | ---- | ----- |
|        | Indépendant  | Sylvie Potvin (Sortante)   | 314  | 66,95 |
|        | Le Renouveau | Francine Servant St-Arnaud | 155  | 33,05 |

| Partis | Partis       | Candidats conseiller #6   | Vote | %     |
| ------ | ------------ | ------------------------- | ---- | ----- |
|        | Indépendant  | Yves Laurendeau (Sortant) | 366  | 77,05 |
|        | Le Renouveau | Annic Beaulieu            | 109  | 22,95 |

- Démission de Gaétan Labelle, conseiller #1, le 20 avril 2023[3].

- Élection d'Audrey Lacasse au poste de conseillère #1 le 27 août 2023[4].

| Candidats conseiller #1 | Vote      | %     |
| ----------------------- | --------- | ----- |
| Audrey Lacasse          | 175       | 84,54 |
| Normand Bois            | 32        | 15,46 |
| Bulletins rejetés       | 1         |       |
| Taux de participation   | 208 / 769 | 27,05 |

## Duhamel
|             | Élection (2017)                                                                           | Dissolution (2021)                                                                        | Élection (2021)                                                                          |
| Maire       | David Pharand                                                                             | David Pharand                                                                             | David Pharand                                                                            |
| Conseillers | Marie-Céline Hébert Gilles Payer Gaétan Lalande Michel Longtin Raymond Bisson Noël Picard | Marie-Céline Hébert Gilles Payer Gaétan Lalande Michel Longtin Raymond Bisson Noël Picard | Marie-Céline Hébert Gilles Payer Denise Comeau Michel Longtin Raymond Bisson Noël Picard |

| Candidats pour la mairie | Vote            | %               |
| ------------------------ | --------------- | --------------- |
| David Pharand (Sortant)  | Sans opposition | Sans opposition |

| Candidats conseiller #1        | Vote            | %               |
| ------------------------------ | --------------- | --------------- |
| Marie-Céline Hébert (Sortante) | Sans opposition | Sans opposition |

| Candidats conseiller #2 | Vote            | %               |
| ----------------------- | --------------- | --------------- |
| Gilles Payer (Sortant)  | Sans opposition | Sans opposition |

| Candidats conseiller #3 | Vote            | %               |
| ----------------------- | --------------- | --------------- |
| Denise Comeau           | Sans opposition | Sans opposition |

| Candidats conseiller #4  | Vote            | %               |
| ------------------------ | --------------- | --------------- |
| Michel Longtin (Sortant) | Sans opposition | Sans opposition |

| Candidats conseiller #5  | Vote            | %               |
| ------------------------ | --------------- | --------------- |
| Raymond Bisson (Sortant) | Sans opposition | Sans opposition |

| Candidats conseiller #6 | Vote            | %               |
| ----------------------- | --------------- | --------------- |
| Noël Picard (Sortant)   | Sans opposition | Sans opposition |

## Fassett
|             | Élection (2017)                                                                                         | Dissolution (2021)                                                    | Élection (2021)                                                                            |
| Maire       | Éric Trépanier                                                                                          | François Clermont                                                     | François Clermont                                                                          |
| Conseillers | Yannick Labrosse Legris Josiane Charron Claude Joubert Sylvain Bourque François Clermont Jean-Yves Pagé | Gabriel Rousseau Josiane Charron Claude Joubert Vacant Jean-Yves Pagé | Gabriel Rousseau Marc Lavigne Claude Joubert Lyne Gagnon Sébastien Tremblay Jean-Yves Pagé |

| Candidats pour la mairie    | Vote            | %               |
| --------------------------- | --------------- | --------------- |
| François Clermont (Sortant) | Sans opposition | Sans opposition |

| Candidats conseiller #1    | Vote            | %               |
| -------------------------- | --------------- | --------------- |
| Gabriel Rousseau (Sortant) | Sans opposition | Sans opposition |

| Candidats conseiller #2 | Vote | %     |
| ----------------------- | ---- | ----- |
| Marcel Lavergne         | 176  | 88,44 |
| Laflèche Dumais         | 23   | 11,56 |

| Candidats conseiller #3  | Vote            | %               |
| ------------------------ | --------------- | --------------- |
| Claude Joubert (Sortant) | Sans opposition | Sans opposition |

| Candidats conseiller #4 | Vote            | %               |
| ----------------------- | --------------- | --------------- |
| Lyne Gagnon             | Sans opposition | Sans opposition |

| Candidats conseiller #5 | Vote | %     |
| ----------------------- | ---- | ----- |
| Sébastien Tremblay      | 105  | 52,76 |
| Gustave Brunet          | 94   | 47,24 |

| Candidats conseiller #6  | Vote            | %               |
| ------------------------ | --------------- | --------------- |
| Jean-Yves Paré (Sortant) | Sans opposition | Sans opposition |

## Lac-des-Plages
|             | Élection (2017)                                                                          | Dissolution (2021)                                                            | Élection (2021)                                                                                   |
| Maire       | Louis Venne                                                                              | Louis Venne                                                                   | Richard Jean                                                                                      |
| Conseillers | Richard Jean Nancy Morais Nancy McAuley Normand Jolicoeur Pierre Boivin Christine Richer | Richard Jean Nancy Morais Nancy McAuley Vacant Pierre Boivin Christine Richer | Paul Bourgeois Nancy Morais Jérémie Vachon Dominick Demers-Robichaud Audrey Arcand Gilles Charest |

| Taux de participation :                | Taux de participation :                | Taux de participation :                | Taux de participation :                | Taux de participation :                | 63,9 % |
| Nombre de votes valides :              | Nombre de votes valides :              | Nombre de votes valides :              | Nombre de votes valides :              | Nombre de votes valides :              | 425    |
| Nombre de votes rejetées à la mairie : | Nombre de votes rejetées à la mairie : | Nombre de votes rejetées à la mairie : | Nombre de votes rejetées à la mairie : | Nombre de votes rejetées à la mairie : | 9      |
| Nombre d'électeurs inscrits :          | Nombre d'électeurs inscrits :          | Nombre d'électeurs inscrits :          | Nombre d'électeurs inscrits :          | Nombre d'électeurs inscrits :          | 682    |

| Candidats pour la mairie                | Vote | %     |
| --------------------------------------- | ---- | ----- |
| Richard Jean (Sortant d'un autre poste) | 303  | 71,29 |
| Louis Venne (Sortant)                   | 122  | 28,71 |

| Candidats conseiller #1 | Vote | %     |
| ----------------------- | ---- | ----- |
| Paul Bourgeois          | 280  | 66,99 |
| Patrick Parent          | 138  | 33,01 |

| Candidats conseiller #2 | Vote | %     |
| ----------------------- | ---- | ----- |
| Nancy Morais (Sortante) | 333  | 78,54 |
| Fernand Besner          | 91   | 21,46 |

| Candidats conseiller #3                     | Vote | %     |
| ------------------------------------------- | ---- | ----- |
| Jérémie Vachon                              | 243  | 58,55 |
| Christine Richer (Sortant d'un autre poste) | 172  | 41,45 |

| Candidats conseiller #4             | Vote            | %               |
| ----------------------------------- | --------------- | --------------- |
| Dominick Demers-Robichaud (Sortant) | Sans opposition | Sans opposition |

| Candidats conseiller #5 | Vote | %     |
| ----------------------- | ---- | ----- |
| Audrey Arcand           | 223  | 53,86 |
| Benoit Lapointe         | 191  | 46,14 |

| Candidats conseiller #6 | Vote | %     |
| ----------------------- | ---- | ----- |
| Gilles Charest          | 269  | 64,35 |
| Pierre Boivin (Sortant) | 149  | 35,65 |

- Départ d'Audrey Arcand, conseillère #5, avant le 9 mars 2022[5].

- Élection de Lise Bourgeois-Doré au poste de conseillère #5 le 28 mars 2023[6].

| Candidats conseiller #5 | Vote | %   |
| ----------------------- | ---- | --- |
| Lise Bourgeois-Doré     | n/d  | n/d |

- Démission de Nancy Morais, conseillère #2, le 18 mai 2023[7].

- Démission de Gilles Charest, conseiller #6, le 25 mai 2023[7].

- Démission de Jérémie Vachon, conseiller #3, au début juin 2023[7].

- Élection sans opposition de Dominic Richer au poste de conseiller #3 avant le 27 août 2023[8].

| Candidats conseiller #3 | Vote            | %               |
| ----------------------- | --------------- | --------------- |
| Dominic Richer          | Sans opposition | Sans opposition |

- Élection sans opposition de Diane Major au poste de conseillère #2, de Chantal Guertin au poste de conseillère #6 et de Christian Hobden au poste de conseiller #6 le 5 novembre 2023[9].

| Candidats conseiller #2 | Vote            | %               |
| ----------------------- | --------------- | --------------- |
| Diane Major             | Sans opposition | Sans opposition |

| Candidats conseiller #4 | Vote            | %               |
| ----------------------- | --------------- | --------------- |
| Chantal Guertin         | Sans opposition | Sans opposition |

| Candidats conseiller #6 | Vote            | %               |
| ----------------------- | --------------- | --------------- |
| Christian Hobden        | Sans opposition | Sans opposition |

## Lochaber
|             | Élection (2017)                                                                                    | Dissolution (2021) | Élection (2021)                                                                                        |
| Maire       | Alain Gamache                                                                                      | Alain Gamache      | Alain Gamache                                                                                          |
| Conseillers | Claude Lefebvre Chantal Laviolette Stefan Steiner Carole Touchette Claude Péloquin Eric Thibaudeau |                    | Claude Lefebvre Chantal Laviolette Stefan Steiner Carole Touchette Pierre-Paul Legault Eric Thibaudeau |

| Candidats pour la mairie | Vote            | %               |
| ------------------------ | --------------- | --------------- |
| Alain Gamache (Sortant)  | Sans opposition | Sans opposition |

| Candidats conseiller #1   | Vote            | %               |
| ------------------------- | --------------- | --------------- |
| Claude Lefebvre (Sortant) | Sans opposition | Sans opposition |

| Candidats conseiller #2       | Vote            | %               |
| ----------------------------- | --------------- | --------------- |
| Chantal Laviolette (Sortante) | Sans opposition | Sans opposition |

| Candidats conseiller #3  | Vote            | %               |
| ------------------------ | --------------- | --------------- |
| Stefan Steiner (Sortant) | Sans opposition | Sans opposition |

| Candidats conseiller #4     | Vote            | %               |
| --------------------------- | --------------- | --------------- |
| Carole Touchette (Sortante) | Sans opposition | Sans opposition |

| Candidats conseiller #5 | Vote            | %               |
| ----------------------- | --------------- | --------------- |
| Pierre-Paul Legault     | Sans opposition | Sans opposition |

| Candidats conseiller #6   | Vote            | %               |
| ------------------------- | --------------- | --------------- |
| Eric Thibaudeau (Sortant) | Sans opposition | Sans opposition |

## Lochaber-Partie-Ouest
|             | Élection (2017)                                                                       | Dissolution (2021)                                                                          | Élection (2021)                                                                             |
| Maire       | Pierre Renaud                                                                         | Pierre Renaud                                                                               | Pierre Renaud                                                                               |
| Conseillers | Mario Mongeon Linda Cousineau Francine Caron Brigitte Legault Jael Payer Pierre Mudie | Mario Mongeon Linda Cousineau Guylaine Ouellet Suzanne Caron Sylvie Rossignole Pierre Mudie | Mario Mongeon Linda Cousineau Guylaine Ouellet Suzanne Caron Sylvie Rossignole Pierre Mudie |

| Candidats pour la mairie | Vote            | %               |
| ------------------------ | --------------- | --------------- |
| Pierre Renaud (Sortant)  | Sans opposition | Sans opposition |

| Candidats conseiller #1 | Vote            | %               |
| ----------------------- | --------------- | --------------- |
| Mario Mongeon (Sortant) | Sans opposition | Sans opposition |

| Candidats conseiller #2    | Vote            | %               |
| -------------------------- | --------------- | --------------- |
| Linda Cousineau (Sortante) | Sans opposition | Sans opposition |

| Candidats conseiller #3   | Vote            | %               |
| ------------------------- | --------------- | --------------- |
| Guylaine Caron (Sortante) | Sans opposition | Sans opposition |

| Candidats conseiller #4  | Vote            | %               |
| ------------------------ | --------------- | --------------- |
| Suzanne Caron (Sortante) | Sans opposition | Sans opposition |

| Candidats conseiller #5     | Vote            | %               |
| --------------------------- | --------------- | --------------- |
| Sylvie Rossignol (Sortante) | Sans opposition | Sans opposition |

| Candidats conseiller #6 | Vote            | %               |
| ----------------------- | --------------- | --------------- |
| Pierre Mudie (Sortant)  | Sans opposition | Sans opposition |

## Mayo
|             | Élection (2017)                                                                          | Dissolution (2021)                                                                       | Élection (2021)                                                                     |
| Maire       | Robert Bertrand                                                                          | Robert Bertrand                                                                          | Robert Bertrand                                                                     |
| Conseillers | Ian de Cotret Brazeau Renée Giroux Alain Dupuis Erin Kane Guy M. Roussel Pierre Robineau | Ian de Cotret Brazeau Renée Giroux Alain Dupuis Erin Kane Guy M. Roussel Pierre Robineau | Julie De Grâce Tiffany Butler Alain Dupuis Erin Kane Guy M. Roussel Pierre Robineau |

| Taux de participation :                | Taux de participation :                | Taux de participation :                | Taux de participation :                | Taux de participation :                | 57,1 % |
| Nombre de votes valides :              | Nombre de votes valides :              | Nombre de votes valides :              | Nombre de votes valides :              | Nombre de votes valides :              | 341    |
| Nombre de votes rejetées à la mairie : | Nombre de votes rejetées à la mairie : | Nombre de votes rejetées à la mairie : | Nombre de votes rejetées à la mairie : | Nombre de votes rejetées à la mairie : | 2      |
| Nombre d'électeurs inscrits :          | Nombre d'électeurs inscrits :          | Nombre d'électeurs inscrits :          | Nombre d'électeurs inscrits :          | Nombre d'électeurs inscrits :          | 601    |

| Candidats pour la mairie  | Vote | %     |
| ------------------------- | ---- | ----- |
| Robert Bertrand (Sortant) | 292  | 85,63 |
| Daniel Matte              | 49   | 14,37 |

| Candidats conseiller #1 | Vote            | %               |
| ----------------------- | --------------- | --------------- |
| Julie De Grâce          | Sans opposition | Sans opposition |

| Candidats conseiller #2 | Vote            | %               |
| ----------------------- | --------------- | --------------- |
| Tiffany Butler          | Sans opposition | Sans opposition |

| Candidats conseiller #3 | Vote            | %               |
| ----------------------- | --------------- | --------------- |
| Alain Dupuis (Sortant)  | Sans opposition | Sans opposition |

| Candidats conseiller #4 | Vote            | %               |
| ----------------------- | --------------- | --------------- |
| Erin Kane (Sortant)     | Sans opposition | Sans opposition |

| Candidats conseiller #5  | Vote            | %               |
| ------------------------ | --------------- | --------------- |
| Guy M. Roussel (Sortant) | Sans opposition | Sans opposition |

| Candidats conseiller #6   | Vote            | %               |
| ------------------------- | --------------- | --------------- |
| Pierre Robineau (Sortant) | Sans opposition | Sans opposition |

## Montebello
|             | Élection (2017) | Dissolution (2021)                                                                                                  | Élection (2021)                                                                                        |
| Maire       | Martin Deschênes | Martin Deschênes | Nicole Laflamme                                                                                        |
| Conseillers | Pierre Bertrand Ginette Juteau Dean Johnstone John Huneault Jean-Christophe Chartrand-Gauthier Ronald Roland Giroux | Pierre Bertrand Ginette Juteau Dean Johnstone John Huneault Jean-Christophe Chartrand-Gauthier Ronald Roland Giroux | Pierre Bertrand André Mathieu Jean-Philippe Comeau Benoit Millette Dominique Primeau Jésabelle Dicaire |

| Taux de participation :                | Taux de participation :                | Taux de participation :                | Taux de participation :                | Taux de participation :                | 53,6 % |
| Nombre de votes valides :              | Nombre de votes valides :              | Nombre de votes valides :              | Nombre de votes valides :              | Nombre de votes valides :              | 456    |
| Nombre de votes rejetées à la mairie : | Nombre de votes rejetées à la mairie : | Nombre de votes rejetées à la mairie : | Nombre de votes rejetées à la mairie : | Nombre de votes rejetées à la mairie : | 6      |
| Nombre d'électeurs inscrits :          | Nombre d'électeurs inscrits :          | Nombre d'électeurs inscrits :          | Nombre d'électeurs inscrits :          | Nombre d'électeurs inscrits :          | 862    |

| Candidats pour la mairie   | Vote | %     |
| -------------------------- | ---- | ----- |
| Nicole Laflamme            | 244  | 53,51 |
| Martin Deschênes (Sortant) | 192  | 42,11 |
| Julie St-Hilaire           | 20   | 4,39  |

| Candidats conseiller #1   | Vote            | %               |
| ------------------------- | --------------- | --------------- |
| Pierre Bertrand (Sortant) | Sans opposition | Sans opposition |

| Candidats conseiller #2 | Vote | %     |
| ----------------------- | ---- | ----- |
| André Mathieu           | 253  | 56,60 |
| Deborah Roch            | 194  | 43,40 |

| Candidats conseiller #3 | Vote | %     |
| ----------------------- | ---- | ----- |
| Jean-Philippe Comeau    | 261  | 59,86 |
| Gérald Chauvet          | 175  | 40,14 |

| Candidats conseiller #4 | Vote            | %               |
| ----------------------- | --------------- | --------------- |
| Benoit Millette         | Sans opposition | Sans opposition |

| Candidats conseiller #5 | Vote            | %               |
| ----------------------- | --------------- | --------------- |
| Dominique Primeau       | Sans opposition | Sans opposition |

| Candidats conseiller #6 | Vote | %     |
| ----------------------- | ---- | ----- |
| Jésabelle Dicaire       | 271  | 60,09 |
| Patricia Pesant         | 145  | 32,15 |
| Edmond Kingsbury        | 35   | 7,76  |

- Démission d'André Mathieu, conseiller #2, le 17 octobre 2023[10].

- Élection partielle au poste de conseiller #2 le 11 février 2024.

## Montpellier
|             | Élection (2017)                                                                                   | Dissolution (2021)                                                                           | Élection (2021)                                                                             |
| Maire       | Stéphane Séguin                                                                                   | Stéphane Séguin                                                                              | Denis Tassé                                                                                 |
| Conseillers | Bernard Riopel Diane Thibault Richard Strasbourg Pier-Carl Bédard Jean-Guy Périard Ghislaine Jean | Bernard Riopel Diane Thibault Victor Boulay Pier-Carl Bédard Jean-Guy Périard Ghislaine Jean | Pierre Raymond Louis Montpellier Victor Boulay Hélène Crevier Guy Martel Madeleine Paquette |

| Taux de participation :                | Taux de participation :                | Taux de participation :                | Taux de participation :                | Taux de participation :                | 65,8 % |
| Nombre de votes valides :              | Nombre de votes valides :              | Nombre de votes valides :              | Nombre de votes valides :              | Nombre de votes valides :              | 731    |
| Nombre de votes rejetées à la mairie : | Nombre de votes rejetées à la mairie : | Nombre de votes rejetées à la mairie : | Nombre de votes rejetées à la mairie : | Nombre de votes rejetées à la mairie : | 5      |
| Nombre d'électeurs inscrits :          | Nombre d'électeurs inscrits :          | Nombre d'électeurs inscrits :          | Nombre d'électeurs inscrits :          | Nombre d'électeurs inscrits :          | 1 119  |

| Candidats pour la mairie  | Vote | %     |
| ------------------------- | ---- | ----- |
| Denis Tassé               | 366  | 50,07 |
| Stéphane Séguin (Sortant) | 365  | 49,93 |

| Candidats conseiller #1  | Vote | %     |
| ------------------------ | ---- | ----- |
| Pierre Raymond           | 386  | 56,35 |
| Bernard Riopel (Sortant) | 299  | 43,65 |

| Candidats conseiller #2  | Vote | %     |
| ------------------------ | ---- | ----- |
| Louis Montpellier        | 312  | 45,28 |
| Martine Brunet           | 197  | 28,59 |
| Diane Thibault (Sortant) | 180  | 26,12 |

| Candidats conseiller #3 | Vote | %     |
| ----------------------- | ---- | ----- |
| Victor Boulay (Sortant) | 391  | 57,33 |
| Michel Quinn            | 291  | 42,67 |

| Candidats conseiller #4 | Vote | %     |
| ----------------------- | ---- | ----- |
| Hélène Crevier          | 397  | 56,55 |
| Robert Bélanger         | 305  | 43,45 |

| Candidats conseiller #5 | Vote | %     |
| ----------------------- | ---- | ----- |
| Guy Martel              | 433  | 63,86 |
| Louis Day               | 245  | 36,14 |

| Candidats conseiller #6  | Vote | %     |
| ------------------------ | ---- | ----- |
| Madeleine Paquette       | 366  | 52,89 |
| Ghislaine Jean (Sortant) | 326  | 47,11 |

- Démission de Pierre Raymond, conseiller #1, le 17 novembre 2022[11].

- Démission de Madeleine Paquette, conseillère #6, le 8 février 2023[12].

- Élection sans opposition de Jean-Guy Périard au poste de conseiller #1 le 5 mars 2023[13].

| Candidats district 1 | Vote            | %               |
| -------------------- | --------------- | --------------- |
| Jean-Guy Périard     | Sans opposition | Sans opposition |

- Élection de Ghislaine Jean au poste de conseillère #6 le 30 avril 2023[14].

| Candidats conseiller #6 | Vote | %    |
| ----------------------- | ---- | ---- |
| Ghislaine Jean          | 125  | 50,0 |
| Maxime St-Pierre        | 107  | 42,8 |
| Martine Brunet          | 18   | 7,2  |

## Mulgrave-et-Derry
|             | Élection (2017)                                                                            | Dissolution (2021)                                                                         | Élection (2021)                                                                        |
| Maire       | Michael Kane                                                                               | Michael Kane                                                                               | Marcel Beaubien                                                                        |
| Conseillers | John Abraham Roland Barnabé Charles Meunier Marimilie Lalonde Gerald Teske Marcel Beaubien | John Abraham Roland Barnabé Charles Meunier Marimilie Lalonde Gerald Teske Marcel Beaubien | John Abraham Roland Barnabé Charles Meunier Lorraine Rochon Gerald Teske Chantal Soucy |

| Candidats pour la mairie                   | Vote            | %               |
| ------------------------------------------ | --------------- | --------------- |
| Marcel Beaubien (Sortant d'un autre poste) | Sans opposition | Sans opposition |

| Candidats conseiller #1 | Vote            | %               |
| ----------------------- | --------------- | --------------- |
| John Abraham (Sortant)  | Sans opposition | Sans opposition |

| Candidats conseiller #2  | Vote            | %               |
| ------------------------ | --------------- | --------------- |
| Roland Barnabé (Sortant) | Sans opposition | Sans opposition |

| Candidats conseiller #3   | Vote            | %               |
| ------------------------- | --------------- | --------------- |
| Charles Meunier (Sortant) | Sans opposition | Sans opposition |

| Candidats conseiller #4 | Vote            | %               |
| ----------------------- | --------------- | --------------- |
| Lorraine Rochon         | Sans opposition | Sans opposition |

| Candidats conseiller #5 | Vote | %     |
| ----------------------- | ---- | ----- |
| Gerald Teske (Sortant)  | 79   | 54,48 |
| James Nicol             | 66   | 45,52 |

| Candidats conseiller #6 | Vote            | %               |
| ----------------------- | --------------- | --------------- |
| Chantal Soucy           | Sans opposition | Sans opposition |

## Namur
|             | Élection (2017)                                                                            | Dissolution (2021)                                                                              | Élection (2021)                                                                                  |
| Maire       | Gilbert Dardel                                                                             | Gilbert Dardel                                                                                  | Gilbert Dardel                                                                                   |
| Conseillers | Martin Meilleur Guy Gauthier Sébastien Desormeaux Fernand Gemme Steve Leggett Josée Dupuis | Martin Meilleur Guy Gauthier Sébastien Desormeaux Sébastien Daudelin Steve Leggett Josée Dupuis | Martin Meilleur Guy Gauthier Sébastien Desormeaux Sébastien Daudelin Bradford Cooke Josée Dupuis |

| Candidats pour la mairie | Vote            | %               |
| ------------------------ | --------------- | --------------- |
| Gilbert Dardel (Sortant) | Sans opposition | Sans opposition |

| Candidats conseiller #1   | Vote            | %               |
| ------------------------- | --------------- | --------------- |
| Martin Meilleur (Sortant) | Sans opposition | Sans opposition |

| Candidats conseiller #2 | Vote            | %               |
| ----------------------- | --------------- | --------------- |
| Guy Gauthier (Sortant)  | Sans opposition | Sans opposition |

| Candidats conseiller #3        | Vote            | %               |
| ------------------------------ | --------------- | --------------- |
| Sébastien Desormeaux (Sortant) | Sans opposition | Sans opposition |

| Candidats conseiller #4      | Vote            | %               |
| ---------------------------- | --------------- | --------------- |
| Sébastien Daudelin (Sortant) | Sans opposition | Sans opposition |

| Candidats conseiller #5 | Vote | %     |
| ----------------------- | ---- | ----- |
| Bradford Cooke          | 76   | 47,80 |
| Guy Gauthier            | 67   | 42,14 |
| Alex Turcot St-Laurent  | 16   | 10,06 |

| Candidats conseiller #6 | Vote            | %               |
| ----------------------- | --------------- | --------------- |
| Josée Dupuis (Sortante) | Sans opposition | Sans opposition |

## Notre-Dame-de-Bonsecours
|             | Élection (2017)                                                                         | Dissolution (2021)                                                                         | Élection (2021)                                                                         |
| Maire       | Carol Fortier                                                                           | Carol Fortier                                                                              | Carol Fortier                                                                           |
| Conseillers | Lucie Lavoie Denis Beauchamp Thomas Lavoie France Nicolas Guy Charlebois James Gauthier | Martin Meilleur Guy Gauthier Sébastien Desormeaux Fernand Gemme Luc Beauchamp Josée Dupuis | Nancy Lafleur Denis Beauchamp Thomas Lavoie France Nicolas Luc Beauchamp James Gauthier |

| Candidats pour la mairie | Vote            | %               |
| ------------------------ | --------------- | --------------- |
| Carol Fortier (Sortant)  | Sans opposition | Sans opposition |

| Candidats conseiller #1 | Vote            | %               |
| ----------------------- | --------------- | --------------- |
| Nancy Lafleur           | Sans opposition | Sans opposition |

| Candidats conseiller #2   | Vote            | %               |
| ------------------------- | --------------- | --------------- |
| Denis Beauchamp (Sortant) | Sans opposition | Sans opposition |

| Candidats conseiller #3 | Vote            | %               |
| ----------------------- | --------------- | --------------- |
| Thomas Lavoie (Sortant) | Sans opposition | Sans opposition |

| Candidats conseiller #4   | Vote            | %               |
| ------------------------- | --------------- | --------------- |
| France Nicolas (Sortante) | Sans opposition | Sans opposition |

| Candidats conseiller #5 | Vote            | %               |
| ----------------------- | --------------- | --------------- |
| Luc Beauchamp (Sortant) | Sans opposition | Sans opposition |

| Candidats conseiller #6  | Vote            | %               |
| ------------------------ | --------------- | --------------- |
| James Gauthier (Sortant) | Sans opposition | Sans opposition |

- Démission de Nancy Lafleur, conseillère #1, après le 22 mars 2023[15].

- Élection sans opposition de Pascale Parisien au poste de conseillère #1 le 11 juin 2023[16].

| Candidats conseiller #1 | Vote            | %               |
| ----------------------- | --------------- | --------------- |
| Pascale Parisien        | Sans opposition | Sans opposition |

## Notre-Dame-de-la-Paix
|             | Élection (2017)                                                                           | Dissolution (2021)                                                                      | Élection (2021)                                                                                  |
| Maire       | Simon Deschambault                                                                        | François Gauthier                                                                       | Myriam Cabana                                                                                    |
| Conseillers | Mike Cloutier Jean-Paul Rouleau Carol-Sue Ash Tommy Desjardins Myriam Cabana Monique Côté | Daniel Bock Jean-Paul Rouleau Carol-Sue Ash Tommy Desjardins Myriam Cabana Monique Côté | Guy Whissell Stéphane Drouin Johanne Larocque Maryse Cloutier François Gauthier Andrée-Anne Bock |

| Taux de participation :                | Taux de participation :                | Taux de participation :                | Taux de participation :                | Taux de participation :                | 60,0 % |
| Nombre de votes valides :              | Nombre de votes valides :              | Nombre de votes valides :              | Nombre de votes valides :              | Nombre de votes valides :              | 341    |
| Nombre de votes rejetées à la mairie : | Nombre de votes rejetées à la mairie : | Nombre de votes rejetées à la mairie : | Nombre de votes rejetées à la mairie : | Nombre de votes rejetées à la mairie : | 6      |
| Nombre d'électeurs inscrits :          | Nombre d'électeurs inscrits :          | Nombre d'électeurs inscrits :          | Nombre d'électeurs inscrits :          | Nombre d'électeurs inscrits :          | 578    |

| Partis | Partis                 | Candidats pour la mairie                  | Vote | %     |
| ------ | ---------------------- | ----------------------------------------- | ---- | ----- |
|        | Indépendant            | Myriam Cabana (Sortante d'un autre poste) | 173  | 50,73 |
|        | L'équipe du changement | Raymond Fargeot                           | 168  | 49,27 |

| Partis | Partis                 | Candidats conseiller #1 | Vote | %     |
| ------ | ---------------------- | ----------------------- | ---- | ----- |
|        | L'équipe du changement | Guy Whissell            | 214  | 64,26 |
|        | Indépendant            | Daniel Bock (Sortant)   | 119  | 35,74 |

| Partis | Partis                 | Candidats conseiller #2     | Vote | %     |
| ------ | ---------------------- | --------------------------- | ---- | ----- |
|        | L'équipe du changement | Stéphane Drouin             | 201  | 60,00 |
|        | Indépendant            | Jean-Paul Rouleau (Sortant) | 134  | 40,00 |

| Partis | Partis                 | Candidats conseiller #3 | Vote | %     |
| ------ | ---------------------- | ----------------------- | ---- | ----- |
|        | L'équipe du changement | Johanne Larocque        | 169  | 50,15 |
|        | Indépendant            | Claude Pilon            | 168  | 49,85 |

| Partis | Partis                 | Candidats conseiller #4 | Vote | %     |
| ------ | ---------------------- | ----------------------- | ---- | ----- |
|        | Indépendant            | Maryse Cloutier         | 169  | 50,30 |
|        | L'équipe du changement | Céline Gendre           | 167  | 49,70 |

| Partis | Partis                 | Candidats conseiller #5                      | Vote | %     |
| ------ | ---------------------- | -------------------------------------------- | ---- | ----- |
|        | Indépendant            | François Gauthier (Sortant d'un autre poste) | 183  | 53,82 |
|        | L'équipe du changement | Simon Lefebvre                               | 157  | 46,18 |

| Partis | Partis      | Candidats conseiller #6 | Vote            | %               |
| ------ | ----------- | ----------------------- | --------------- | --------------- |
|        | Indépendant | Andrée-Anne Bock        | Sans opposition | Sans opposition |

## Notre-Dame-de-la-Salette
|             | Élection (2017)                                                                             | Dissolution (2021)                                                                               | Élection (2021)                                                                                   |
| Maire       | Denis Légaré                                                                                | Denis Légaré                                                                                     | Antonin Brunet                                                                                    |
| Conseillers | Antonin Brunet François Routhier Angèle Bastien Richard David Josée St-Louis Line Quevillon | Antonin Brunet François Routhier Angèle Bastien Richard David Jean-Claude Boucher Line Quevillon | Peter Alexander Guylaine St-Amour Michel Meunier Richard David Jean-Claude Boucher Line Quevillon |

| Candidats pour la mairie                  | Vote            | %               |
| ----------------------------------------- | --------------- | --------------- |
| Antonin Brunet (Sortant d'un autre poste) | Sans opposition | Sans opposition |

| Candidats conseiller #1 | Vote            | %               |
| ----------------------- | --------------- | --------------- |
| Peter Alexander         | Sans opposition | Sans opposition |

| Candidats conseiller #2 | Vote            | %               |
| ----------------------- | --------------- | --------------- |
| Guylaine St-Amour       | Sans opposition | Sans opposition |

| Candidats conseiller #3 | Vote            | %               |
| ----------------------- | --------------- | --------------- |
| Michel Meunier          | Sans opposition | Sans opposition |

| Candidats conseiller #4 | Vote            | %               |
| ----------------------- | --------------- | --------------- |
| Richard David (Sortant) | Sans opposition | Sans opposition |

| Candidats conseiller #5       | Vote | %     |
| ----------------------------- | ---- | ----- |
| Jean-Claude Boucher (Sortant) | 126  | 65,63 |
| Yves Gingras                  | 66   | 34,38 |

| Candidats conseiller #6  | Vote            | %               |
| ------------------------ | --------------- | --------------- |
| Line Quevillon (Sortant) | Sans opposition | Sans opposition |

- Démission de Michel Meunier, conseiller #3, par une lettre déposé lors de la séance du 1er mai 2023[17].

- Élection de Robert Basque au poste de conseiller #3 le 16 juillet 2023[18].

| Candidats conseiller #3 | Vote     | %     |
| ----------------------- | -------- | ----- |
| Robert Basque           | 45       | 63,89 |
| Richard Gagnon          | 26       | 36,11 |
| Bulletins rejetés       | 4        |       |
| Taux de participation   | 76 / 702 | 10,83 |

## Papineauville
|             | Élection (2017)                                                                         | Dissolution (2021)                                                                      | Élection (2021)                                                                                      |
| Maire       | Christian Beauchamp                                                                     | Christian Beauchamp                                                                     | Paul-André David                                                                                     |
| Conseillers | Michel Leblanc Paul Gagnon Daniel Malo Alain Clément Laurent Clément Jean-Yves Carrière | Michel Leblanc Paul Gagnon Daniel Malo Alain Clément Laurent Clément Jean-Yves Carrière | Michel Leblanc Christian Proulx Francine Dutrisac Robert Desbiens Béatrice Cardin Jean-Yves Carrière |

| Taux de participation :                | Taux de participation :                | Taux de participation :                | Taux de participation :                | Taux de participation :                | 52,1 % |
| Nombre de votes valides :              | Nombre de votes valides :              | Nombre de votes valides :              | Nombre de votes valides :              | Nombre de votes valides :              | 963    |
| Nombre de votes rejetées à la mairie : | Nombre de votes rejetées à la mairie : | Nombre de votes rejetées à la mairie : | Nombre de votes rejetées à la mairie : | Nombre de votes rejetées à la mairie : | 10     |
| Nombre d'électeurs inscrits :          | Nombre d'électeurs inscrits :          | Nombre d'électeurs inscrits :          | Nombre d'électeurs inscrits :          | Nombre d'électeurs inscrits :          | 1 868  |

| Candidats pour la mairie | Vote | %     |
| ------------------------ | ---- | ----- |
| Paul-André David         | 804  | 83,49 |
| Mélissa Rancourt         | 159  | 16,51 |

| Candidats conseiller #1  | Vote            | %               |
| ------------------------ | --------------- | --------------- |
| Michel Lablanc (Sortant) | Sans opposition | Sans opposition |

| Candidats conseiller #2 | Vote | %     |
| ----------------------- | ---- | ----- |
| Christian Proulx        | 579  | 60,63 |
| Paul Gagnon (Sortant)   | 376  | 39,37 |

| Candidats conseiller #3 | Vote            | %               |
| ----------------------- | --------------- | --------------- |
| Francine Dutrisac       | Sans opposition | Sans opposition |

| Candidats conseiller #4 | Vote | %     |
| ----------------------- | ---- | ----- |
| Robert Desbiens         | 784  | 83,14 |
| Michel Jr. Léonard      | 159  | 16,86 |

| Candidats conseiller #5 | Vote | %     |
| ----------------------- | ---- | ----- |
| Béatrice Cardin         | 453  | 47,38 |
| François Boucher        | 291  | 30,44 |
| Martin Parent           | 212  | 22,18 |

| Candidats conseiller #6      | Vote | %     |
| ---------------------------- | ---- | ----- |
| Jean-Yves Carrière (Sortant) | 491  | 51,74 |
| André Rondeau                | 458  | 48,26 |

- Démission de Christian Proulx, conseiller #2, le 31 janvier 2023[19].

- Élection de Danny Monette au poste de conseiller #2 le 23 avril 2023[20].

| Candidats conseiller #2 | Vote | %     |
| ----------------------- | ---- | ----- |
| Danny Monette           | 374  | 79,41 |
| Paul Philippe           | 76   | 16,14 |
| Mélissa Rancourt        | 21   | 4,46  |

- Démission de Jean-Yves Carrière, conseiller #6, avant le 14 novembre 2023 après avoir été suspendu du conseil municipal à la suite de propos jugés incivils et dénigrants[21],[22].

- Élection partielle au poste de conseiller #6 le 10 mars 2024.

## Plaisance
|             | Élection (2017)                                                                                  | Dissolution (2021)                                                                        | Élection (2021)                                                                              |
| Maire       | Christian Pilon                                                                                  | Christian Pilon                                                                           | Micheline Cloutier                                                                           |
| Conseillers | Thierry Dansereau Daniel Séguin Micheline Cloutier Luc Galarneau Julien Chartrand Raymond Ménard | Thierry Dansereau Richard O'Reilly Micheline Cloutier Luc Galarneau Miguel Dicaire Vacant | Thierry Dansereau Monique Malo Nil Béland Daphné Rodgers Miguel Dicaire Ann-Marielle Tinkler |

| Taux de participation :                | Taux de participation :                | Taux de participation :                | Taux de participation :                | Taux de participation :                | 66,4 % |
| Nombre de votes valides :              | Nombre de votes valides :              | Nombre de votes valides :              | Nombre de votes valides :              | Nombre de votes valides :              | 636    |
| Nombre de votes rejetées à la mairie : | Nombre de votes rejetées à la mairie : | Nombre de votes rejetées à la mairie : | Nombre de votes rejetées à la mairie : | Nombre de votes rejetées à la mairie : | 15     |
| Nombre d'électeurs inscrits :          | Nombre d'électeurs inscrits :          | Nombre d'électeurs inscrits :          | Nombre d'électeurs inscrits :          | Nombre d'électeurs inscrits :          | 981    |

| Candidats pour la mairie                       | Vote | %     |
| ---------------------------------------------- | ---- | ----- |
| Micheline Cloutier (Sortante d'un autre poste) | 327  | 51,42 |
| Christian Pilon (Sortant)                      | 309  | 48,58 |

| Candidats conseiller #1     | Vote            | %               |
| --------------------------- | --------------- | --------------- |
| Thierry Dansereau (Sortant) | Sans opposition | Sans opposition |

| Candidats conseiller #2    | Vote | %     |
| -------------------------- | ---- | ----- |
| Monique Malo               | 386  | 61,37 |
| Richard O'Reilly (Sortant) | 243  | 38,63 |

| Candidats conseiller #3 | Vote            | %               |
| ----------------------- | --------------- | --------------- |
| Nil Béland              | Sans opposition | Sans opposition |

| Candidats conseiller #4 | Vote | %     |
| ----------------------- | ---- | ----- |
| Daphné Rodgers          | 444  | 71,27 |
| Michel Tanguay          | 179  | 28,73 |

| Candidats conseiller #5  | Vote            | %               |
| ------------------------ | --------------- | --------------- |
| Miguel Dicaire (Sortant) | Sans opposition | Sans opposition |

| Candidats conseiller #6 | Vote | %     |
| ----------------------- | ---- | ----- |
| Ann-Marielle Tinkler    | 328  | 52,99 |
| Michel Richer           | 291  | 47,01 |

- Démission de Micheline Cloutier, mairesse, en mars 2023 en raisons de méthodes de travail indiquées comme «coercitif», «autoritaire» et «d’ingérence sans objectifs ou non ciblés»[23]. Nil Béland, conseiller #3, exerce la fonction de maire suppléant pendant l'intérim[23].

- Élection sans opposition de Christian Pilon au poste de maire le 11 juin 2023[24].

| Candidats pour la mairie | Vote            | %               |
| ------------------------ | --------------- | --------------- |
| Christian Pilon          | Sans opposition | Sans opposition |

## Ripon
|             | Élection (2017)                                                                               | Dissolution (2021)                                                                            | Élection (2021)                                                                                      |
| Maire       | Luc Desjardins                                                                                | Luc Desjardins                                                                                | Luc Desjardins                                                                                       |
| Conseillers | Gilbert Brosseau Gilles Martel Jean-Maurice Roy Michel Longpré Benoît Huberdeau Sylvie Poulin | Gilbert Brosseau Gilles Martel Jean-Maurice Roy Michel Longpré Benoît Huberdeau Sylvie Poulin | Jonathan Bock Jonathan Beauchamp Alexandre Le Blanc Andréanne Grondin Benoit Huberdeau Sylvie Poulin |

| Candidats pour la mairie | Vote            | %               |
| ------------------------ | --------------- | --------------- |
| Luc Desjardins (Sortant) | Sans opposition | Sans opposition |

| Candidats conseiller #1 | Vote            | %               |
| ----------------------- | --------------- | --------------- |
| Jonathan Bock           | Sans opposition | Sans opposition |

| Candidats conseiller #2 | Vote            | %               |
| ----------------------- | --------------- | --------------- |
| Jonathan Beauchamp      | Sans opposition | Sans opposition |

| Candidats conseiller #3    | Vote | %     |
| -------------------------- | ---- | ----- |
| Alexandre Le Blanc         | 458  | 80,21 |
| Jean-Maurice Roy (Sortant) | 113  | 19,79 |

| Candidats conseiller #4  | Vote | %     |
| ------------------------ | ---- | ----- |
| Andréanne Grondin        | 464  | 81,83 |
| Michel Longpré (Sortant) | 103  | 18,17 |

| Candidats conseiller #5    | Vote | %     |
| -------------------------- | ---- | ----- |
| Benoit Huberdeau (Sortant) | 304  | 53,52 |
| Harold Wubbolts            | 264  | 46,48 |

| Candidats conseiller #6  | Vote            | %               |
| ------------------------ | --------------- | --------------- |
| Sylvie Poulin (Sortante) | Sans opposition | Sans opposition |

- Harold Wuddolts remplace Andréanne Grondin au poste de conseiller #4 vers juin 2022[25].

| Candidats conseiller #4 | Vote | %   |
| ----------------------- | ---- | --- |
| Harold Wubbolts         | n/d  | n/d |

- Démission de Luc Desjardins, maire, le 31 janvier 2023[26]. Harold Wubbolts, conseiller #4, exerce la fonction de maire suppléant pendant l'intérim[26].

- Démission de Jonathan Beauchamp, conseiller #2, le 5 mai 2023 pour se présenter lors de l'élection partielle à la mairie[27].

- Élection de Jonathan Beauchamp au poste de maire et de Marc-André Tremblay au poste de conseiller #5 le 4 juin 2023[28].

| Candidats pour la mairie                      | Vote        | %     |
| --------------------------------------------- | ----------- | ----- |
| Jonathan Beauchamp (sortant d'un autre poste) | 443         | 93,07 |
| Si Mohamed Abib                               | 33          | 6,93  |
| Bulletins rejetés                             | 13          |       |
| Taux de participation                         | 489 / 1 494 | 32,73 |

| Candidats conseiller #5 | Vote        | %     |
| ----------------------- | ----------- | ----- |
| Marc-André Tremblay     | 205         | 42,18 |
| Roxanne Constantineau   | 184         | 37,86 |
| Jean-Maurice Roy        | 97          | 19,96 |
| Bulletins rejetés       | 3           |       |
| Taux de participation   | 489 / 1 494 | 32,73 |

- Élection sans opposition de Joël Sabourin Saulnier au poste de conseiller #2 le 6 août 2023[29].

| Candidats conseiller #2 | Vote            | %               |
| ----------------------- | --------------- | --------------- |
| Joël Sabourin Saulnier  | Sans opposition | Sans opposition |

## Saint-André-Avellin
|             | Élection (2017)                                                                           | Dissolution (2021)                                                                    | Élection (2021)                                                                        |
| Maire       | Jean-René Carrière                                                                        | Jean-René Carrière                                                                    | Jean-René Carrière                                                                     |
| Conseillers | Michel Forget Alexandre Lafleur Marc Ménard Lorraine Labrosse Michel Hay Sophie Lamoureux | Michel Forget Réal Ducharme Marc Ménard Lorraine Labrosse Michel Hay Sophie Lamoureux | Michel Forget Réal Ducharme Marc Lemay Véronique Filion Mélanie Hotte Sophie Lamoureux |

| Taux de participation :                | Taux de participation :                | Taux de participation :                | Taux de participation :                | Taux de participation :                | 43,8 % |
| Nombre de votes valides :              | Nombre de votes valides :              | Nombre de votes valides :              | Nombre de votes valides :              | Nombre de votes valides :              | 1 344  |
| Nombre de votes rejetées à la mairie : | Nombre de votes rejetées à la mairie : | Nombre de votes rejetées à la mairie : | Nombre de votes rejetées à la mairie : | Nombre de votes rejetées à la mairie : | 27     |
| Nombre d'électeurs inscrits :          | Nombre d'électeurs inscrits :          | Nombre d'électeurs inscrits :          | Nombre d'électeurs inscrits :          | Nombre d'électeurs inscrits :          | 3 127  |

| Candidats pour la mairie               | Vote | %     |
| -------------------------------------- | ---- | ----- |
| Jean-René Carrière (Sortant)           | 964  | 71,73 |
| Marc Ménard (Sortant d'un autre poste) | 380  | 28,27 |

| Candidats conseiller #1 | Vote | %     |
| ----------------------- | ---- | ----- |
| Michel Forget (Sortant) | 798  | 60,41 |
| Mario Marquis           | 523  | 39,59 |

| Candidats conseiller #2 | Vote            | %               |
| ----------------------- | --------------- | --------------- |
| Réal Ducharme (Sortant) | Sans opposition | Sans opposition |

| Candidats conseiller #3 | Vote            | %               |
| ----------------------- | --------------- | --------------- |
| Marc Lemay              | Sans opposition | Sans opposition |

| Candidats conseiller #4 | Vote            | %               |
| ----------------------- | --------------- | --------------- |
| Véronique Filion        | Sans opposition | Sans opposition |

| Candidats conseiller #5 | Vote            | %               |
| ----------------------- | --------------- | --------------- |
| Mélanie Hotte           | Sans opposition | Sans opposition |

| Candidats conseiller #6    | Vote | %     |
| -------------------------- | ---- | ----- |
| Sophie Lamoureux (Sortant) | 960  | 71,96 |
| Richard Parent             | 374  | 28,04 |

- Démission de Mélanie Hotte, conseillère #5, le 31 mai 2023[30].

- Élection de Pascal Frappier au poste de conseiller #5 le 1er octobre 2023[31].

| Candidats conseiller #5 | Vote        | %           |
| ----------------------- | ----------- | ----------- |
| Pascal Frappier         | 375         | 65,79       |
| Stéphane Bisson         | 195         | 34,21       |
| Mario Marquis           | Désistement | Désistement |
| Bulletins rejetés       | 4           |             |
| Taux de participation   | 574 / 3 167 | 18,12       |

## Saint-Sixte
|             | Élection (2017) | Dissolution (2021) | Élection (2021)                                                                                                  |
| Maire       | André Bélisle | André Bélisle | Matthew MacDonald-Charbonneau                                                                                    |
| Conseillers | Rodrigue Boivin Jean-Maurice Leduc Gertrude Blackned-Cavalier Philippe Boileau Rodolphe Dumouchel Isabelle Fortin-Bélanger | Rodrigue Boivin Yvon Landry Gertrude Blackned-Cavalier Philippe Boileau Matthew MacDonald-Charbonneau Isabelle Fortin-Bélanger | Rodrigue Boivin Yvon Landry Gertrude Blackned-Cavalier Philippe Boileau Emily McQuarrie Isabelle Fortin-Bélanger |

| Taux de participation :                | Taux de participation :                | Taux de participation :                | Taux de participation :                | Taux de participation :                | 56,0 % |
| Nombre de votes valides :              | Nombre de votes valides :              | Nombre de votes valides :              | Nombre de votes valides :              | Nombre de votes valides :              | 234    |
| Nombre de votes rejetées à la mairie : | Nombre de votes rejetées à la mairie : | Nombre de votes rejetées à la mairie : | Nombre de votes rejetées à la mairie : | Nombre de votes rejetées à la mairie : | 3      |
| Nombre d'électeurs inscrits :          | Nombre d'électeurs inscrits :          | Nombre d'électeurs inscrits :          | Nombre d'électeurs inscrits :          | Nombre d'électeurs inscrits :          | 423    |

| Candidats pour la mairie                                 | Vote | %     |
| -------------------------------------------------------- | ---- | ----- |
| Matthew MacDonald-Charbonneau (Sortant d'un autre poste) | 129  | 55,13 |
| André Bélisle (Sortant)                                  | 105  | 44,87 |

| Candidats conseiller #1   | Vote            | %               |
| ------------------------- | --------------- | --------------- |
| Rodrigue Boivin (Sortant) | Sans opposition | Sans opposition |

| Candidats conseiller #2 | Vote            | %               |
| ----------------------- | --------------- | --------------- |
| Yvon Landry (Sortant)   | Sans opposition | Sans opposition |

| Candidats conseiller #3               | Vote            | %               |
| ------------------------------------- | --------------- | --------------- |
| Gertrude Blackned-Cavalier (Sortante) | Sans opposition | Sans opposition |

| Candidats conseiller #4    | Vote            | %               |
| -------------------------- | --------------- | --------------- |
| Philippe Boileau (Sortant) | Sans opposition | Sans opposition |

| Candidats conseiller #5 | Vote            | %               |
| ----------------------- | --------------- | --------------- |
| Emily McQuarrie         | Sans opposition | Sans opposition |

| Candidats conseiller #6             | Vote            | %               |
| ----------------------------------- | --------------- | --------------- |
| Isabelle Fortin-Bélanger (Sortante) | Sans opposition | Sans opposition |

- Départ d'Yvon Landry, conseiller #2, et d'Emily McQuarrie, conseillère #5, avant mai 2022.

- Élection d'Olivier Roy au poste de conseiller #2 et de Carolie Dufresne au poste de conseillère #5 le 8 mai 2022[32].

| Candidats conseiller #2 | Vote     | %     |
| ----------------------- | -------- | ----- |
| Olivier Roy             | 42       | 61,76 |
| Marie-Ève Levert        | 26       | 38,24 |
| Bulletins rejetés       | 1        |       |
| Taux de participation   | 69 / 425 | 16,24 |

| Candidats conseiller #5 | Vote     | %     |
| ----------------------- | -------- | ----- |
| Coralie Dufresne        | 37       | 53,62 |
| Simon-Pierre Trahan     | 32       | 43,38 |
| Bulletins rejetés       | 0        |       |
| Taux de participation   | 69 / 425 | 16,24 |

- Départ de Coralie Dufresne avant décembre 2023.

- Élection de Simon-Pierre Trahan au poste de conseiller #5 le 10 décembre[33].

| Candidats conseiller #5 | Vote     | %     |
| ----------------------- | -------- | ----- |
| Simon-Pierre Trahan     | 30       | 85,71 |
| Rock Desjardins         | 5        | 14,29 |
| Bulletins rejetés       | 0        |       |
| Taux de participation   | 35 / 511 | 6,85  |

## Saint-Émile-de-Suffolk
|             | Élection (2017)                                                                             | Dissolution (2021)                                                                          | Élection (2021)                                                                                    |
| Maire       | Hugo Desormeaux                                                                             | Hugo Desormeaux                                                                             | Hugo Desormeaux                                                                                    |
| Conseillers | Jacques Proulx Louise Boudreault Pierre Bérubé Serge Morin Michel Bisson Marie Andrée Leduc | Jacques Proulx Louise Boudreault Pierre Bérubé Serge Morin Michel Bisson Marie Andrée Leduc | Jacques Proulx Louise Boudreault Elaine Juteau Aucune candidature Michel Bisson Marie Andrée Leduc |

| Taux de participation :                | Taux de participation :                | Taux de participation :                | Taux de participation :                | Taux de participation :                | 52,3 % |
| Nombre de votes valides :              | Nombre de votes valides :              | Nombre de votes valides :              | Nombre de votes valides :              | Nombre de votes valides :              | 248    |
| Nombre de votes rejetées à la mairie : | Nombre de votes rejetées à la mairie : | Nombre de votes rejetées à la mairie : | Nombre de votes rejetées à la mairie : | Nombre de votes rejetées à la mairie : | 6      |
| Nombre d'électeurs inscrits :          | Nombre d'électeurs inscrits :          | Nombre d'électeurs inscrits :          | Nombre d'électeurs inscrits :          | Nombre d'électeurs inscrits :          | 486    |

| Candidats pour la mairie               | Vote | %     |
| -------------------------------------- | ---- | ----- |
| Hugo Desormeaux (Sortant)              | 171  | 68,95 |
| Serge Morin (Sortant d'un autre poste) | 77   | 31,05 |

| Candidats conseiller #1  | Vote            | %               |
| ------------------------ | --------------- | --------------- |
| Jacques Proulx (Sortant) | Sans opposition | Sans opposition |

| Candidats conseiller #2      | Vote            | %               |
| ---------------------------- | --------------- | --------------- |
| Louise Boudreault (Sortante) | Sans opposition | Sans opposition |

| Candidats conseiller #3 | Vote            | %               |
| ----------------------- | --------------- | --------------- |
| Elaine Juteau           | Sans opposition | Sans opposition |

| Candidats conseiller #4 | Vote | % |
| ----------------------- | ---- | - |
| Aucune candidature      |      |   |

| Candidats conseiller #5 | Vote            | %               |
| ----------------------- | --------------- | --------------- |
| Michel Bisson (Sortant) | Sans opposition | Sans opposition |

| Candidats conseiller #6       | Vote            | %               |
| ----------------------------- | --------------- | --------------- |
| Marie-Andrée Leduc (Sortante) | Sans opposition | Sans opposition |

- Élection de Pierre Bérubé au poste de conseiller #4 le 23 janvier 2023[34].

| Candidats conseiller #4                  | Vote    | %      |
| ---------------------------------------- | ------- | ------ |
| Pierre Bérubé (Sortant d'un autre poste) | 46      | 56,10  |
| Jocelyn Bénard                           | 20      | 24,39  |
| Marc Dumouchel                           | 16      | 19,51  |
| Bulletins rejetés                        | 0       |        |
| Taux de participation                    | 82 / 82 | 100,00 |

## Thurso
|             | Élection (2017)                                                                        | Dissolution (2021)                                                                     | Élection (2021)                                                                    |
| Maire       | Benoit Lauzon                                                                          | Benoit Lauzon                                                                          | Benoit Lauzon                                                                      |
| Conseillers | Michael Benedict Jean Lanthier Jason Carrière Robin Pilon Hélène Laprade Mélanie Boyer | Michael Benedict Jean Lanthier Jason Carrière Robin Pilon Hélène Laprade Mélanie Boyer | Philippe Boivin Daniel Lafleur Jason Carrière Robin Pilon Jean Denis Mélanie Boyer |

| Candidats pour la mairie | Vote            | %               |
| ------------------------ | --------------- | --------------- |
| Benoit Lauzon (Sortant)  | Sans opposition | Sans opposition |

| Candidats conseiller #1 | Vote            | %               |
| ----------------------- | --------------- | --------------- |
| Philippe Boivin         | Sans opposition | Sans opposition |

| Candidats conseiller #2 | Vote            | %               |
| ----------------------- | --------------- | --------------- |
| Daniel Lafleur          | Sans opposition | Sans opposition |

| Candidats conseiller #3  | Vote            | %               |
| ------------------------ | --------------- | --------------- |
| Jason Carrière (Sortant) | Sans opposition | Sans opposition |

| Candidats conseiller #4                     | Vote | %     |
| ------------------------------------------- | ---- | ----- |
| Robin Pilon (Sortant)                       | 547  | 66,95 |
| Michael Benedict (Sortant d'un autre poste) | 270  | 33,05 |

| Candidats conseiller #5 | Vote | %     |
| ----------------------- | ---- | ----- |
| Jean Denis              | 621  | 75,73 |
| Gabriel Vallée Marakis  | 199  | 24,27 |

| Candidats conseiller #6  | Vote            | %               |
| ------------------------ | --------------- | --------------- |
| Mélanie Boyer (Sortante) | Sans opposition | Sans opposition |

## Val-des-Bois
|             | Élection (2017)                                                                                        | Dissolution (2021)                                                                 | Élection (2021)                                                                          |
| Maire       | Roland Montpetit                                                                                       | Roland Montpetit                                                                   | Roland Montpetit                                                                         |
| Conseillers | Francine Ouellet-Marcoux Sandra Dicaire Janie Vallée Jean Laniel Clément Larocque Jean-Claude Larocque | Vacant Adolf Hilgendorff Maurice Brière Jean Laniel Clément Larocque Jessica Maheu | René Houle Adolf Hilgendorff Gail Anne Daoust Jean Laniel Jessica Maheu Clément Larocque |

| Candidats pour la mairie   | Vote            | %               |
| -------------------------- | --------------- | --------------- |
| Roland Montpetit (Sortant) | Sans opposition | Sans opposition |

| Candidats conseiller #1 | Vote | %     |
| ----------------------- | ---- | ----- |
| René Houle              | 257  | 70,60 |
| Michel Lepage           | 107  | 29,40 |

| Candidats conseiller #2     | Vote | %     |
| --------------------------- | ---- | ----- |
| Adolf Hilgendorff (Sortant) | 220  | 58,98 |
| Claude Dupont               | 153  | 41,02 |

| Candidats conseiller #3  | Vote | %     |
| ------------------------ | ---- | ----- |
| Gail Anne Daoust         | 201  | 54,52 |
| Maurice Brière (Sortant) | 167  | 45,38 |

| Candidats conseiller #4 | Vote            | %               |
| ----------------------- | --------------- | --------------- |
| Jean Laniel (Sortant)   | Sans opposition | Sans opposition |

| Candidats conseiller #5  | Vote            | %               |
| ------------------------ | --------------- | --------------- |
| Jessica Maheu (Sortante) | Sans opposition | Sans opposition |

| Candidats conseiller #6                     | Vote            | %               |
| ------------------------------------------- | --------------- | --------------- |
| Clément Larocque (Sortant d'un autre poste) | Sans opposition | Sans opposition |

- Démission de Gail Anne Daoust, conseillère #3, le 1er juin 2022[35].

- Élection de Claude Dupont au poste de conseiller #3 le 14 août 2022[36].

| Candidats conseiller #3 | Vote      | %     |
| ----------------------- | --------- | ----- |
| Claude Dupont           | 109       | 43,43 |
| Marc Benoit             | 60        | 23,90 |
| Sergio Orsucci          | 58        | 23,11 |
| Marc Bouillé            | 24        | 9,56  |
| Bulletins rejetés       | 3         |       |
| Taux de participation   | 254 / 884 | 28,73 |